# Icaria xanthopoda
Icaria xanthopoda är en getingart som beskrevs av Cameron 1902. Icaria xanthopoda ingår i släktet Icaria och familjen getingar. Inga underarter finns listade i Catalogue of Life.